# ノーカラー
ノーカラーとは、学生服の詰襟に装着される白く堅いプラスチック製の襟カラーを取り外して、襟カラーのない黒襟の状態で着用することをいう。
学生服をノーカラーにする目的として、
1. 堅いカラーが首にすれて痛い、汗を吸わず首の皮膚炎を悪化させる、もしくは破損して頚部の皮膚を痛めるという機能上の問題を回避する
2. 生徒の側からの主体的な制服の着くずし。カラーを外すことで、学校の規則に従順には従わないという記号的表現をする
3. かつてのルーズソックスなどと同じ、共通の着こなしへの迎合。クラスの多くの生徒がノーカラーの場合、クラスから浮かないよう自分もノーカラーにする
4. バンカラな校風をノーカラーで表現
5. 学校側が公認、指定制服の襟からカラーをつけるボタンを取り去って、ノーカラーを正式とする

などがある。
多くの学校でノーカラーは、明文化されているかどうかは別として、校則違反とされており、2～4の場合、教師はカラーをつけるよう生活指導を行っている。ただし、1の場合は、異装許可願や診断書を生徒に出させ、ノーカラーを公認することが多い。
2～3については、軽微な着崩しだとして、黙認される事もある。だが、生活指導に反抗するかたちになることはかわりなく、それまで装着していたカラーを外して登校する最初の日（ノーカラーデビュー）は、生徒にとって、緊張したり、クラスメートや先生の目が異常に気になったりするものである。しかし、慣れればノーカラーがむしろその生徒のクラスでの象徴となり、いったんノーカラーにしてしまった生徒は、強い生活指導がない限り、そのままカラーのない状態で通学を続け、卒業式にもノーカラーで参列することも多い。また、クラスメートや部活の後輩にカラーを取り去るよう薦めて、その結果校内でノーカラーの生徒が増殖してゆく要因となる。   
なお、ノーカラーにすると襟の内側が汚れるうえ、カラーを留める突起や襟章の裏ネジが首にすれやすくなるから、必ずしもノーカラーにしたから学生服の着心地が楽になるわけではない。
近年では、襟にパイピングが縫い込まれているラウンドカラー（ソフトカラー）タイプのものが主流であり、ノーカラーは不可能となった。